# Federazione Alpinistica Ticinese
La Federazione Alpinistica Ticinese (FAT) è l'organizzazione ombrello del Ticinese e un club alpino.

## Preistoria
Nel Canton Ticino ci sono (al 2018) 77 capanne (Capanne) per un totale di 2370 posti letto e 47813 pernottamenti all'anno (capanne divise per valle: Leventina 14, Blenio 13, Verzasca 10, Maggia 13, Onsernone 4, Locarnese 2, Riviera 5, Bellinzonese 7, Sottoceneri 6, Mesolcina/Calanca 3). Appartengono alle seguenti organizzazioni: FAT 30, SAC 11, Patriziati 23 e Vari 13.
Impiegavano circa 100 persone a tempo parziale (quattro mesi in estate). Le nove capanne più grandi hanno tra 120 (capanna Cadlimo) e 56 posti letto. In estate, 42 capanne sono dotate di personale e 35 sono self-catering. Delle capanne aperte in inverno, 9 sono occupate e 5 non occupate.
Oltre alle capanne, ci sono circa 125 rifugi più piccoli (rifugi) con 2 a 10 posti.

## Storia
La FAT è stata fondata il 31 ottobre 1965. È composta da sedici Sezioni ticinesi con nomi diversi, 29 capanne e circa 8000 membri. Tra questi ci sono le sezioni dell'Unione Ticinese Operai Escursionisti (UTOE), della Società Alpinistica Ticinese (SAT) e la Società Escursionistica Verzaschese (SEV).
La FAT promuove l'escursionismo e l'alpinismo, soprattutto tra i giovani, così come la conoscenza e la protezione dell'ambiente alpino. Nel fare ciò, collabora con associazioni come le tre sezioni ticinesi del Club Alpino Svizzero. (SAC Ticino, SAC Bellinzona e Valli, SAC Locarno), che perseguono obiettivi simili. Organizza la formazione dei leader delle escursioni e dei tour e sostiene le sezioni nell'acquisto di attrezzature di sicurezza.
La FAT comprende diverse associazioni con rifugi, con le quali regola l'attività e il controdiritto ai rifugi delle montagne ticinesi.
Il giornale "L'alpinista ticinese" è stato fondato nel 1959 per rafforzare la coesione delle varie associazioni alpine con sede in Ticino.

### Società Escursionistica Verzaschese(SEV)
Il SEV è stato fondato nel 1983 e oggi (2020) conta circa 800 membri. Si impegna nella ricostruzione di alpi abbandonate e nella manutenzione di sentieri escursionistici in Valle Verzasca, contribuendo così alla rivitalizzazione della valle. La SEV organizza ogni anno un programma vario di visite per i suoi membri. Il programma comprende attività estive e invernali con vari gradi di difficoltà per alpinisti, escursionisti, scalatori, giovani, anziani e famiglie. Grazie all'impegno per lo più volontario, i rifugi Capanna Borgna (costruito nel 1994), Capanna Efra (1990), Capanna Cornavosa (2010), Capanna Barone (1992, ampliato nel 1999) e Capanna Cognora (1986) sono stati convertiti da cinque vecchie capanne alpine. Dopo il completamento delle basi, il sentiero alpino di alta quota Via Alta della Verzasca è stato segnato e definito. Il sentiero alpino segnato bianco-blu-bianco è solo per escursionisti esperti. I semplici rifugi autogestiti dalla SEV si trovano tutti sulla Via Alta della Verzasca. Dal 2001 il SEV fa parte della Federazione Alpinistica Ticinese e, dal 2002, ha mantenuto la sala boulder a Riazzino.